# Тумелик
Тумелик (лат. Thumelicus; 15 — вероятно, 30 или 31) — единственный сын Арминия, вождя германского племени херусков, и Туснельды, дочери высокородного херуска Сегеста.
Тумелик родился в 15 году, когда Туснельда находилась в плену у Германика. Позже Туснельда с маленьким Тумеликом были представлены 26 мая 17 года на римском триумфе Германиком.
Публий Корнелий Тацит в своей хронике писал: «Мальчик вырос в Равенне. Об игре, которую судьба сыграла с ним, я сообщу в соответствующее время». Дальнейшая судьба Тумелика так и осталась у Тацита неосвещённой. Между 30 и 31 годами в хронике существует пробел, так как соответствующий отрывок или не дошёл до наших дней, или же вообще не был написан.
Однако на основе выражения Тацита «игра судьбы», и, принимая во внимание, то, что Равенна славилась своей гладиаторской школой, высказывается предположение, что Тумелик стал гладиатором и вскоре сложил свою голову на арене 15—16 лет от роду, то есть в 30—31 годах.